# Aseptis extersa
Aseptis extersa là một loài bướm đêm trong họ Noctuidae.